# 1583

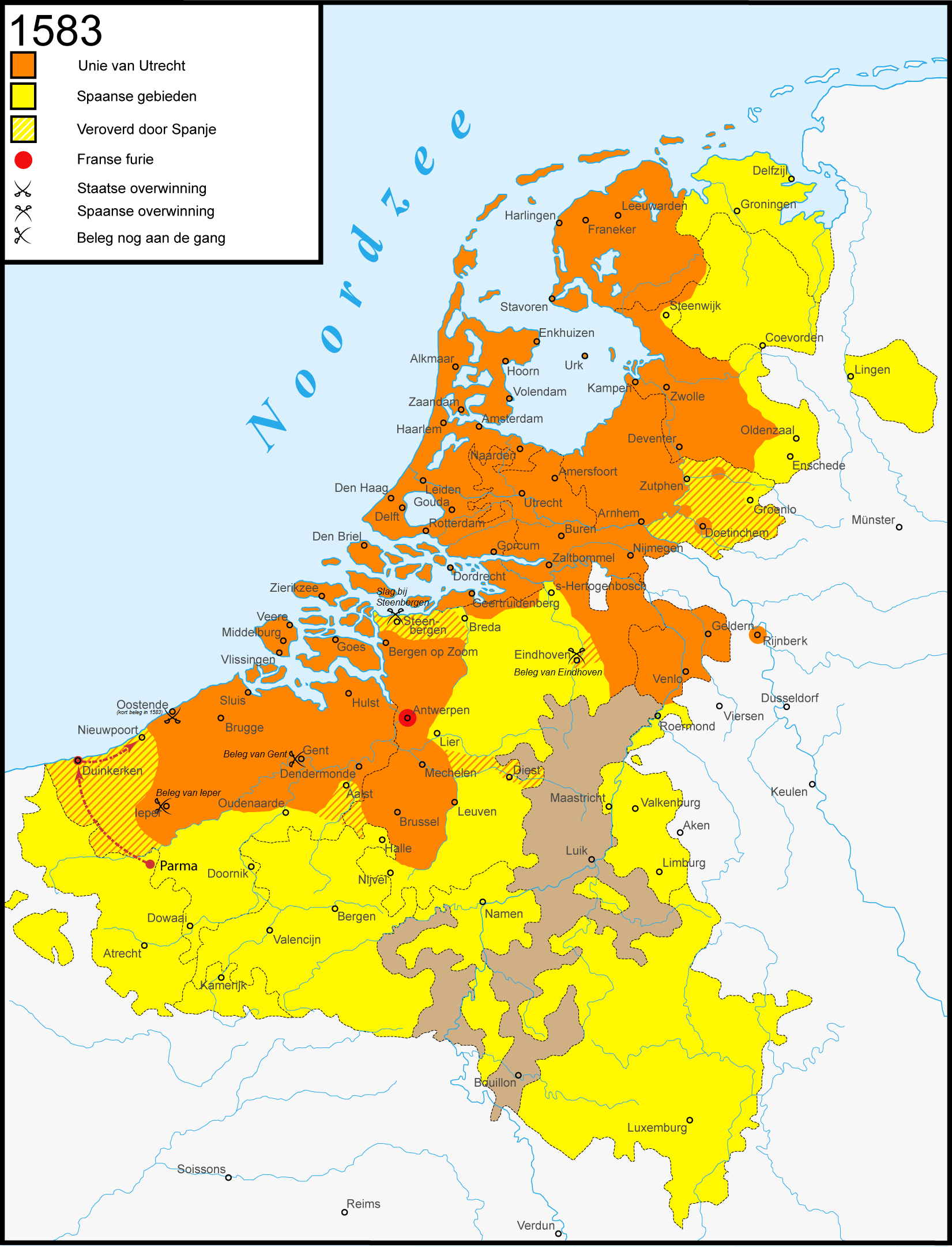
De Nederlandse Opstand in 1583.

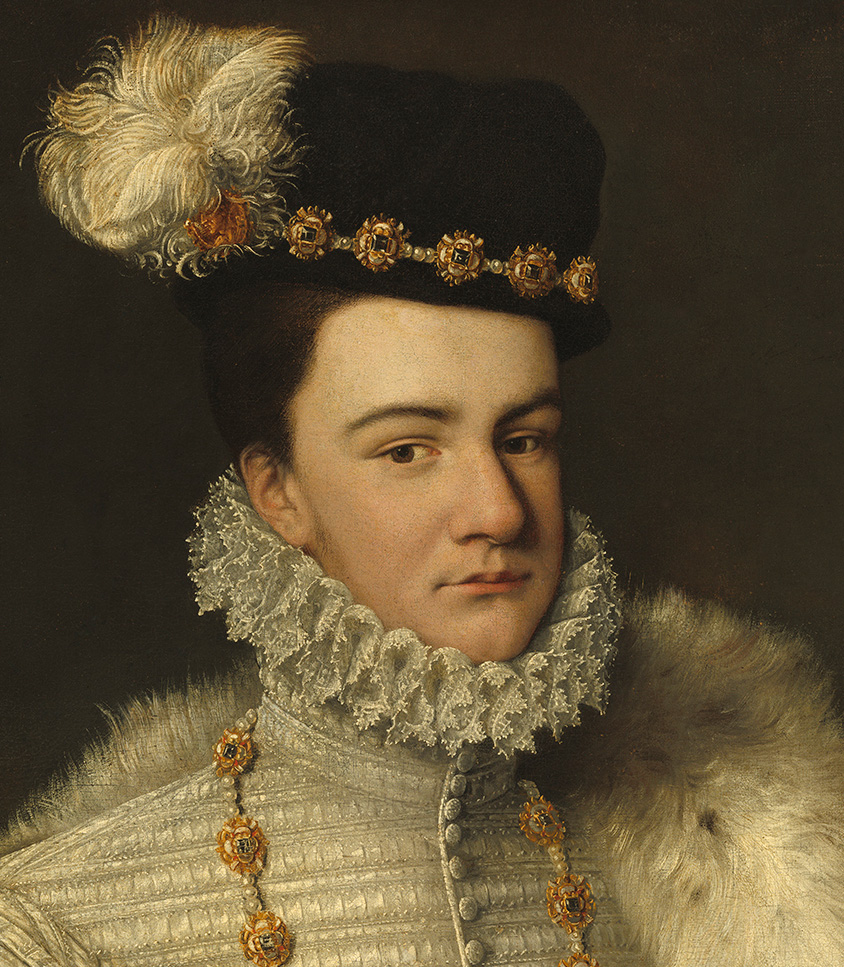
Frans van Anjou

Het jaar 1583 is het 83e jaar in de 16e eeuw volgens de christelijke jaartelling. Hoewel de gregoriaanse kalender in principe in 1582 al was ingevoerd, waren er landen die dat pas in 1583 deden en daarmee een overgangskalender hadden. Dat waren: Groningen, Holland, Oostenrijk (oost) en Oostenrijk (west).

## Gebeurtenissen
januari
- 17 - De door de opstandelingen aangestelde landsheer van de Nederlanden, Frans van Anjou, ontketent de Franse furie in Antwerpen. De stedelingen slaan zijn aanval af en zijn positie in de Lage Landen is verloren.

maart
- 26 - De Staten van Holland leggen in een charter, gezegeld door de 25 steden van Holland, vast dat zij Willem van Oranje als nieuwe graaf erkennen. Vervolgens beginnen de voorbereidingen voor de inhuldiging waarbij Willem van Oranje officieel tot graaf verheven zal worden.

april
- 12 - Willem van Oranje huwt na de dood van Charlotte van Bourbon zijn vierde echtgenote, de Franse hugenote Louise de Coligny.
- 23 - Eervolle overgave van de stad Eindhoven na 3 maanden van beleg tijdens het Beleg van Eindhoven (1583).

mei
- 1 - Sasbout Vosmeer wordt benoemd tot vicaris-generaal van het aartsbisdom Utrecht.
- Toyotomi Hideyoshi verslaat Oda Nobutaka in de Slag bij Shizugatake.

juni
- 17 - Slag bij Steenbergen, gevolgd door de inname door de hertog van Parma.

augustus
- 5 - Sir Humphrey Gilbert claimt te St. John's het eiland Newfoundland voor Engeland, wat geldt als het startschot voor het ontstaan van het Britse Rijk.
- 19 - Aanval op Bredevoort door opstandige boeren. De aanval mislukt en de boeren worden verjaagd in de richting van Zieuwent.
- 26 -  Tachtigjarige Oorlog: Een Lessense burgermilitie onder leiding van kapitein Sébastien de Tramasure verslaat een leger protestantse Engelsen en Hollanders

november
- 3 - De Spaanse hertog van Parma koopt Aalst van de Engelse bezetting die al acht maanden geen soldij heeft ontvangen; de Noordelijke Nederlanden ondernemen geen actie.
- 11 - Einde van de Tweede Desmondopstand in de Ierse provincie Munster.
- november - Overgangskalender van 1583 (Keulen, Aken): er worden elf dagen overgeslagen om aan te sluiten bij de Gregoriaanse kalender.

zonder datum
- Kirsten Piil ontdekt een natuurlijke bron in het noorden van Kopenhagen. De bron trekt vele bezoekers en hieruit ontstaat later het attractiepark Dyrehavsbakken.

## Muziek
- Publicatie van de Madrigali spirituali van Claudio Monteverdi.

## Bouwkunst

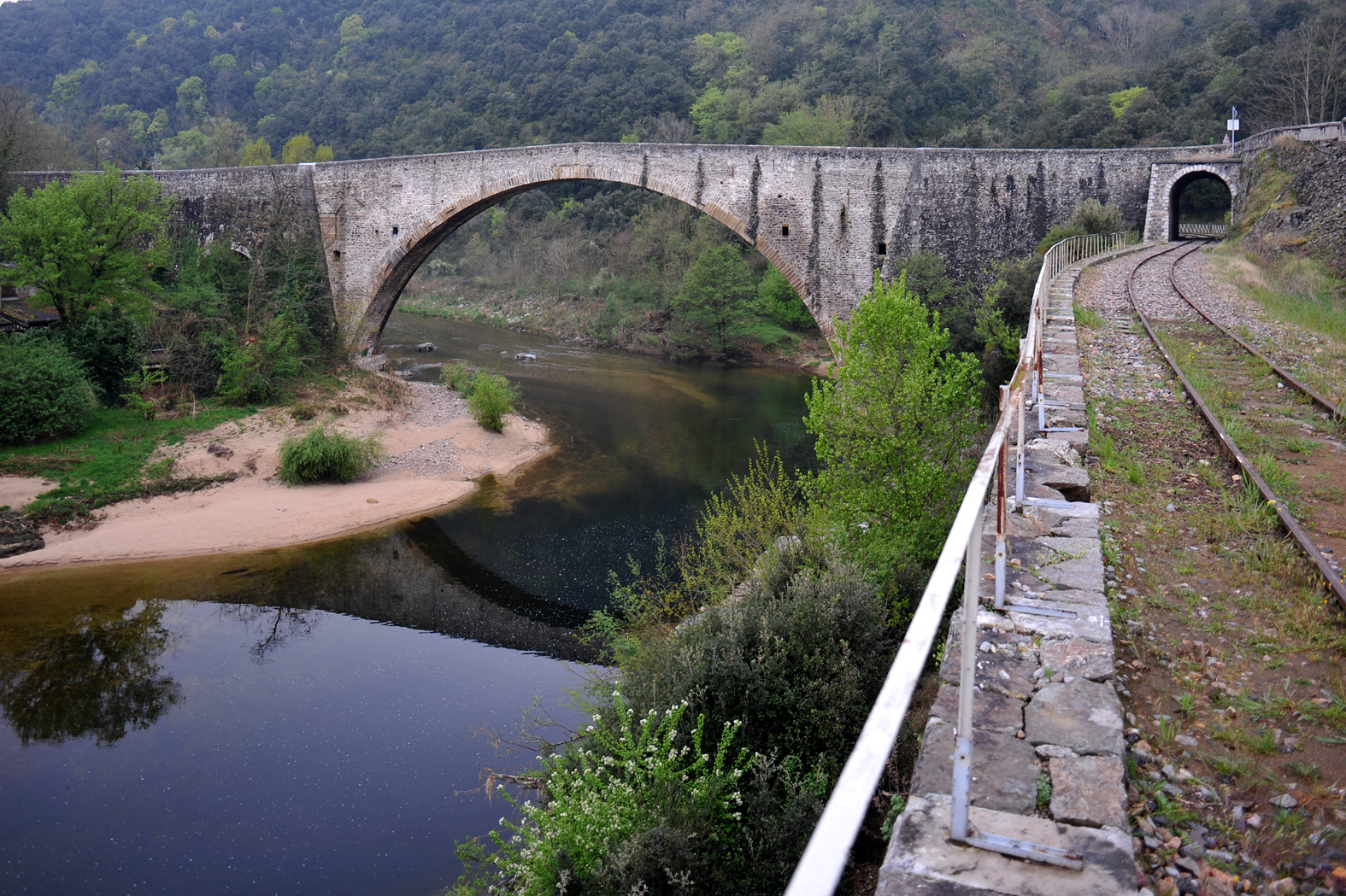
Brug over de Doux, Frankrijk (1583)

## Geboren
februari
- 24 - Margaretha van Sleeswijk-Holstein-Sonderburg, Deens/Duits hertogin (overleden 1658)

april
- 10 - Hugo de Groot, Nederlands rechtsgeleerde, diplomaat en politicus (overleden 1645)

september
- Girolamo Frescobaldi, Italiaanse componist en organist (overleden 1643)

december
- 25 - Orlando Gibbons, Engelse componist (overleden 1625)

## Overleden
datum onbekend
- Nurbanu Sultan (±58), heerser van het Ottomaanse Rijk van 1574 tot 1583
- Martinus Riethovius (72), eerste bisschop van Ieper